# Liste der Bürgermeister von Meierijstad
Dies ist die Liste der Bürgermeister der Gemeinde Meierijstad in der niederländischen Provinz Nordbrabant seit ihrer Gründung am 1. Januar 2017.
| Bürgermeister  | Bürgermeister  | Partei | Partei | Amtszeit | Anmerkungen   |
| -------------- | -------------- | ------ | ------ | -------- | ------------- |
|                | Marcel Fränzel |        | D66    | 2017     | kommissarisch |
| Kees van Rooij | Kees van Rooij |        | CDA    | 2017–    | [ 2 ]         |